# Tempio di Montu a Medamud
Il Tempio di Montu (anche Monthu, Montju o Menthu) a Medamud è un tempio egizio dedicato al culto del dio Montu. Il sito si trova a 5 km (3,1 miglia) a nord-est di Karnak e Luxor. Il sito di Nag' el-Madamud venne scavato dall'archeologo francese Fernand Bisson de La Roque dal 1925 al dopoguerra, rivelando molti edifici tra cui un tempio dedicato al dio della guerra Montu. Questo tempio aveva sostituito un precedente santuario e si compone di un cortile aperto con pilone e stanze che ospitano le cappelle di culto. Si pensa che il santuario originale risalisse all'Antico Regno. Le strutture sopravvissute appartengono alla ristrutturazione successiva eseguita durante il periodo tolemaico (da Tolomeo VIII nel II secolo a.C.) e romano. L'associazione del dio Montu alla figura del toro rese il tempio un importante centro di culto verso questi animali. L'edificio sacro contiene, infatti, numerose statue cultuali di tori e rilievi. La maggior parte di queste statue si trovano ora in vari musei di tutto il mondo.

## Montu

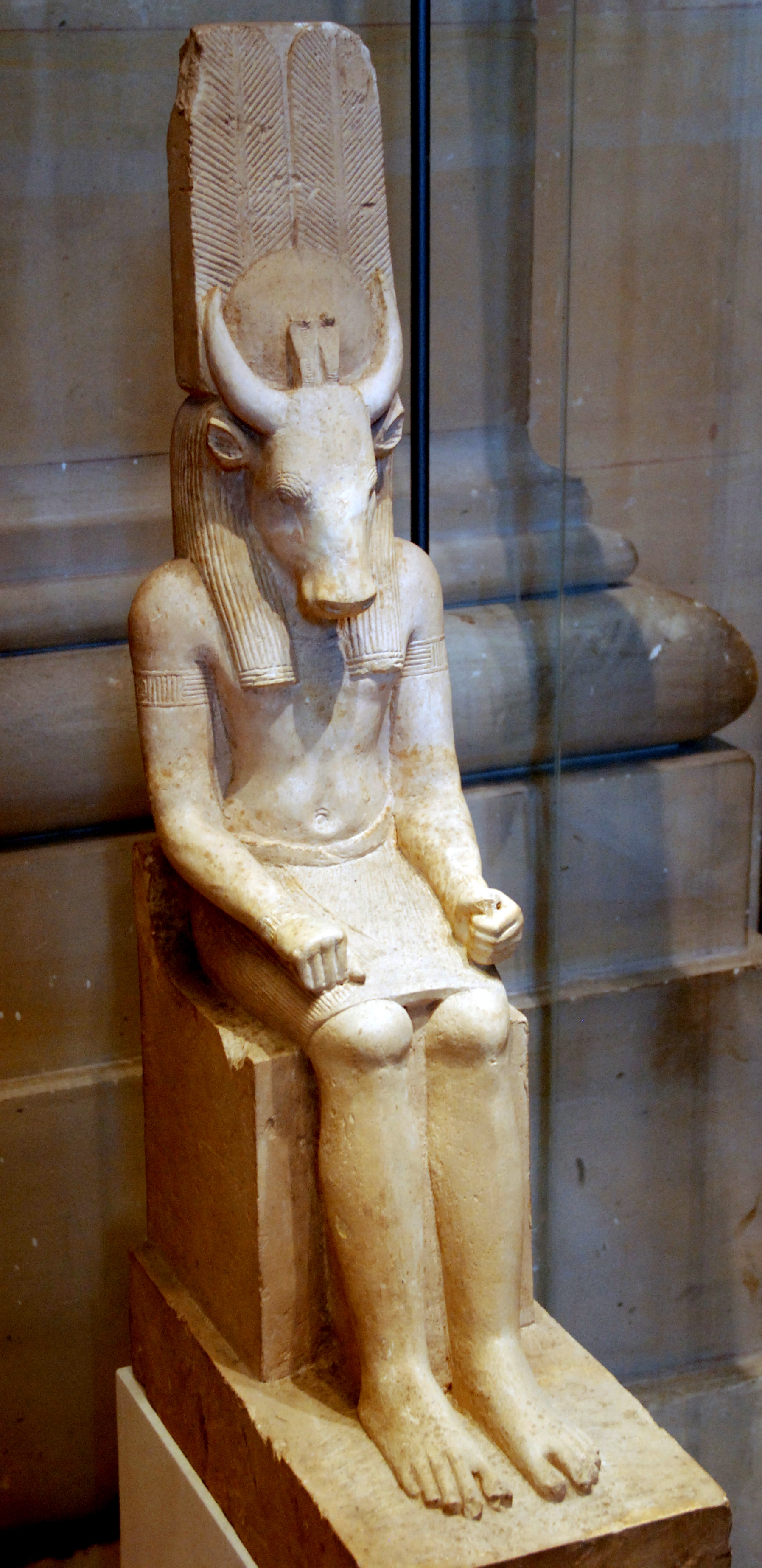
Statua di Montu rinvenuta a Medamud (Museo del Louvre, Parigi).

Montu era raffigurato con testa di falco e rappresentava il dio della guerra. La divinità era protettrice della città di Tebe Le sue consorti erano Tenenet e Rattaui, suo figlio era Arpocrate.
Montu era anche associato ad un toro sacro di nome Buchis.

## Geografia

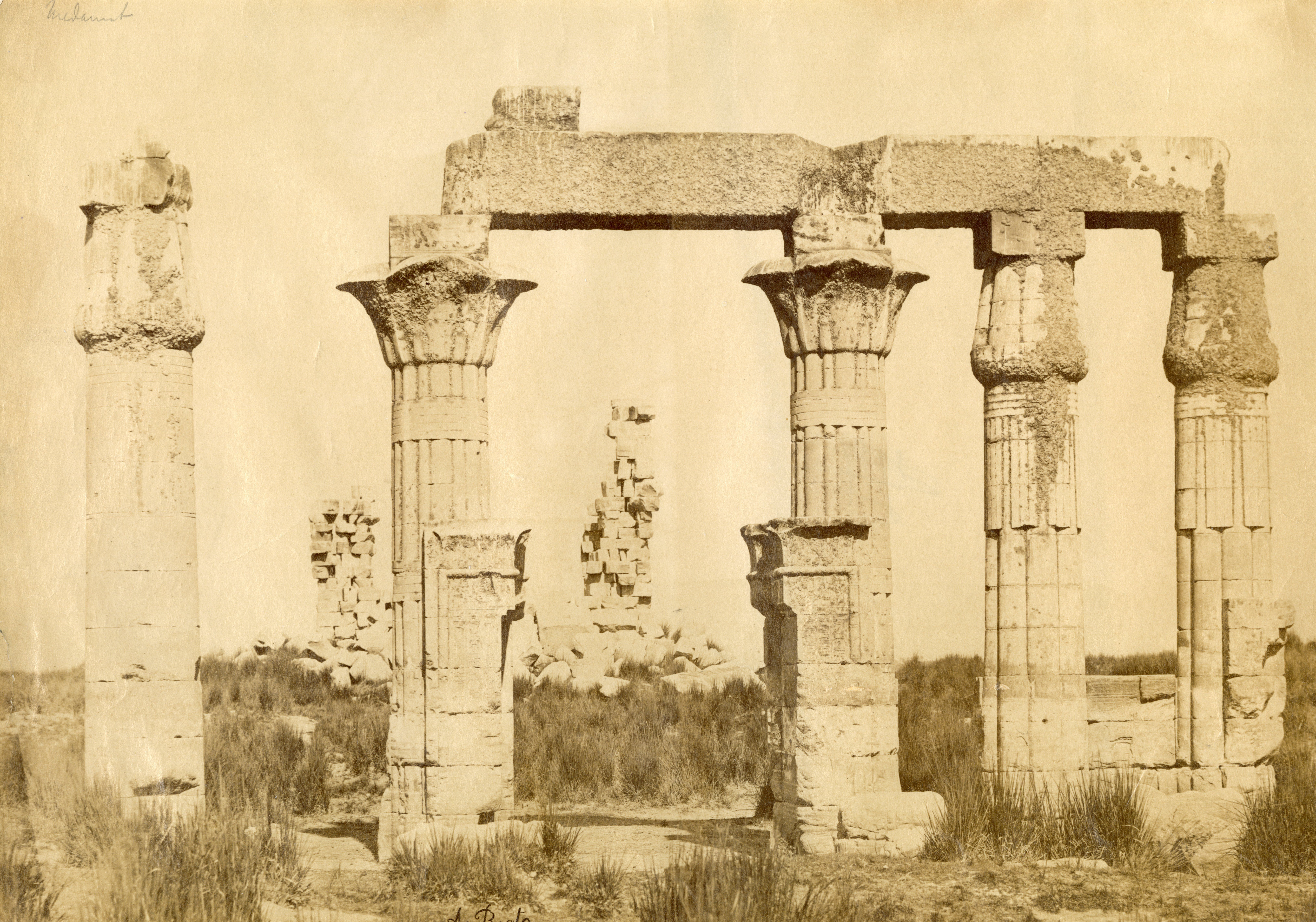
Veduta da sud-est delle rovine dell'atrio colonnato del tempio di Montu. Foto di Antonio Beato, 1870-1888.

Il sito di Medamud (o Madu) era un avamposto di Tebe, situato a 4,8 km di distanza dal centro cittadino.
Poco si sa della città di Medamud o delle sue strutture perché in periodi precedenti al Medio Regno il sito venne bruciato e gli edifici rasi al suolo. L'edificio sacro del Medio Regno è situato su una collinetta circolare. Il suo orientamento è est-ovest.
Nelle vicinanze si trovano i complessi templari di Luxor e Karnak. Il complesso templare di Karnak è costituito da tre distretti, tra i quali il quartiere religioso di Montu, che contiene un altro tempio dedicato alla divinità.

## Tempio nell'Antico Regno
La costruzione dell'Antico Regno, cinta da mura, era costituita d'ambienti per il culto, un intricato sistema di tunnel e un bosco sacro.

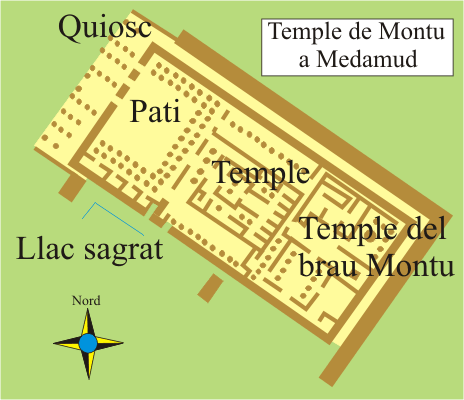
Planimetria del tempio di Montu a Medamud

## Tempio nel Medio Regno
Il complesso sacro edificato durante la XII dinastia è uno dei rari esempi di fondazione religiosa del Medio Regno. Altri edifici templari risalenti a questo periodo a noi noti sono:il tempio di Sesostri III ad Abido, il Tempio di Medinet Madi, il tempio di Qasr el-Fayyum e il tempio funerario di Mentuhotep II a Deir el-Bahari risalente all'XI dinastia.
Grazie allo scavo effettuato nel XX secolo siamo in grado di farci un'idea complessiva della planimetria del luogo di culto, anche se purtroppo non si può essere sicuri dell'aspetto degli alzati, a causa delle numerose ristrutturazioni successive, soprattutto quelle effettuate durante il periodo greco-romano.
Il cortile del tempio era adibito a dimora per il toro sacro vivente, incarnazione del dio Montu. L'accesso principale era rivolto a nord-est. Un lago sacro si trovava probabilmente sul lato ovest del perimetro del santuario.
L'edificio consisteva in due distinte sezioni contigue, forse un tempio a nord e un tempio a sud (abitazioni dei sacerdoti). La costruzione era edificata in mattoni crudi, mentre la parte più interna, dove era collocata la cella per il culto della divinità, era realizzata in pietra intagliata. La planimetria del santuario del Medio Regno è ancora oggetto di discussione; probabilmente presentava almeno un'anticamera ipostila, che dava accesso alle cappelle di culto e un ampio cortile circondato da un portico con colonne, dove veniva venerato il toro sacro vivente, incarnazione della divinità.
Il santuario ha restituito numerosi esempi di statuaria reale ed elementi litici architettonici (l'architrave di una porta di Sesostri III si trova al Louvre). Il tempio continuò ad essere decorato durante tutta la XIII dinastia.

## Tempio nel Nuovo Regno
Il tempio è stato restaurato e modificato dai faraoni della XVIII dinastia e ricostruito da Thutmose III, con l'aggiunta di statue a sua somiglianza.

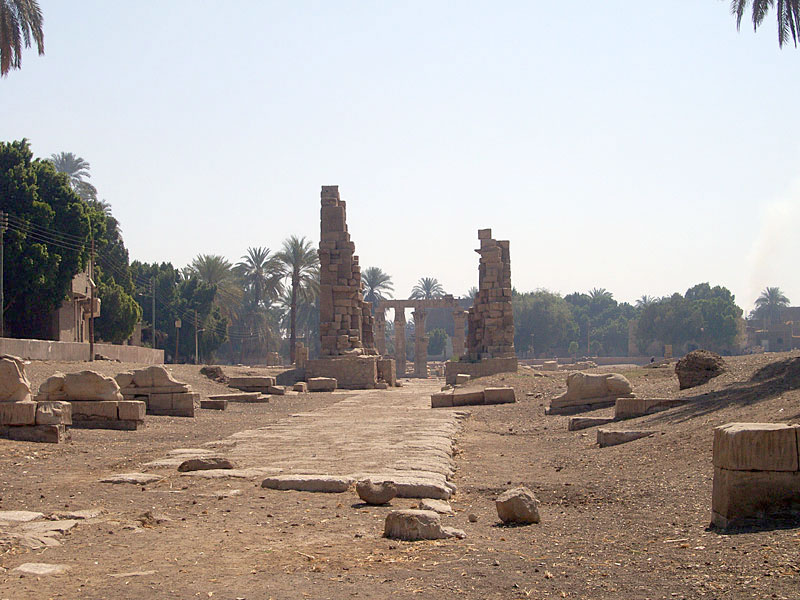
Ingresso di Tiberio

## Tempio nell'Epoca Tarda, tolemaica e romana
L'edificio visibile attualmente è la struttura realizzata sotto Tolomeo VIII. Il recinto del tempio comprende un lago sacro e un pozzo profondo (oggi ostruito).
Il santuario continuò ad essere ampliato e decorato anche sotto la dominazione degli imperatori romani, da Tiberio (14-37), al regno di Antonino Pio.

## Reperti esposti nei musei
Tutto quello che poteva essere rimosso dalla struttura originale senza troppi sforzi (parti dell'edificio e manufatti) sono stati recuperati ed esposti in numerosi musei del mondo, tra i quali il Museo all'aperto di Karnak, il Museo di Belle Arti di Lione e il museo del Louvre.